# Goulburn (rivier in Victoria)
De Goulburn (of Goulburn River) is een rivier in de Australische deelstaat Victoria en een linkse zijrivier van de Murray, de belangrijkste stroom van Australië. De Goulburn heeft een lengte van 654 km en een stroomgebied met een oppervlakte van 16.192 km².

## Geografie
De Goulburn is een grote rivier van het binnenland van Victoria, die werd vernoemd naar de politicus Henry Goulburn. De bovenloop ontspringt in het westen van de Australische Alpen, nabij Mount Buller. Door de Stuwdam van Eildon is het Stuwmeer van Eildon ontstaan, een van de belangrijkste watervoorraden van Victoria. Het dient voornamelijk voor irrigatie en wordt afgeleid naar het Stuwmeer van Waranga.
Ten noorden van Eildon stroomt de Goulburn door de vlakte van Noord-Victoria om nabij Echuca in de Murray uit te monden, op een hoogte van 100 m.
De voornaamste zijrivieren zijn de Delatite, de Rubicon, de Howqua en de Jamieson. 